# اردالیون ایگناتوف
اردالیون ایگناتوف (روسی: Ардалион Васи́льевич Игна́тьев؛ ۲۲ دسامبر ۱۹۳۰ – ۲۴ اکتبر ۱۹۹۸) دونده، و ورزشکار دو و میدانی اهل اتحاد جماهیر شوروی سوسیالیستی بود.
وی همچنین برندهٔ جوایزی همچون نشان پرچم سرخ کار شده‌است.